# Ключи (муниципальное образование Алапаевское)
Ключи — деревня в Алапаевском районе Свердловской области России, входящая в муниципальное образование Алапаевское. Входит в состав Невьянского территориального управления.

## География
Деревня расположена на левом берегу реки Реж, в 35 километрах на северо-восток от города Алапаевска, в 2 километрах выше места слияния рек Реж и Нейвы. В окрестностях находятся Ключевские сероводородные источники, выходящие на поверхность и имеющие сток в реку Реж, гидрологический и геоморфологический памятник природы.

## Население
| 2002 | 2010 |
| ---- | ---- |
| 227  | ↘197 |

## Церковь
В деревни имеется церковь, алтарная часть которой не сохранилась, а фасад здания сохранил декоративные элементы в стиле барокко.